# بخش چیمباس
بخش چیمباس (به اسپانیایی: Departamento Chimbas) یک منطقهٔ مسکونی در آرژانتین است که در استان سان خوآن، آرژانتین واقع شده‌است. بخش چیمباس ۶۲ کیلومتر مربع مساحت و ۷۳٬۸۲۹ نفر جمعیت دارد.